# Parafriidrott

Logotypen för World Para Athletics.

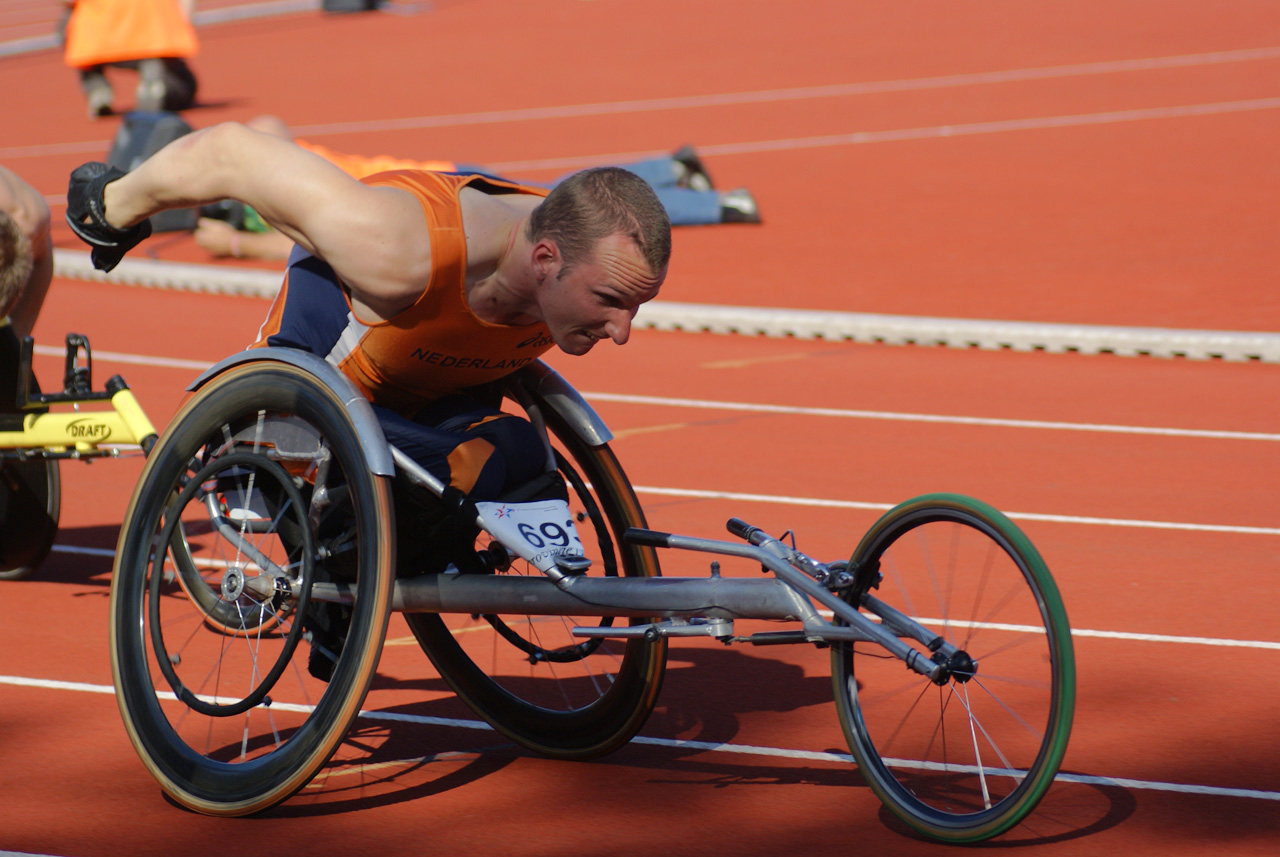
Kenny van Weeghel i sin specialrullstol vid 2006 års IPC-friidrotts-VM.

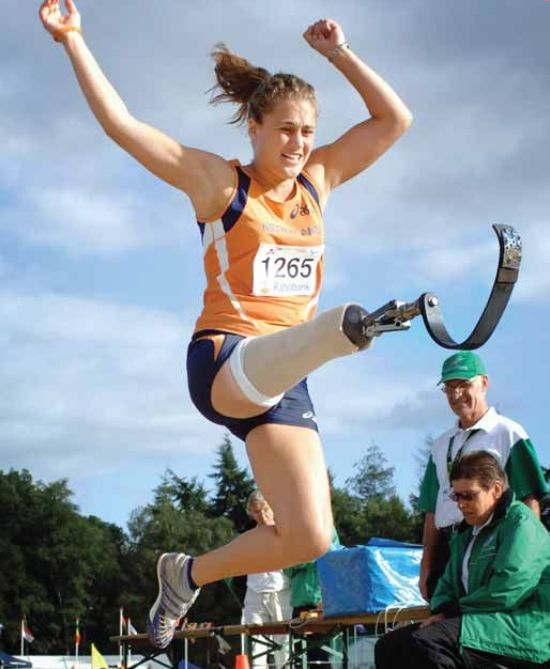
Annette Roozen tävlandes i längdhopp med sin benprotes.

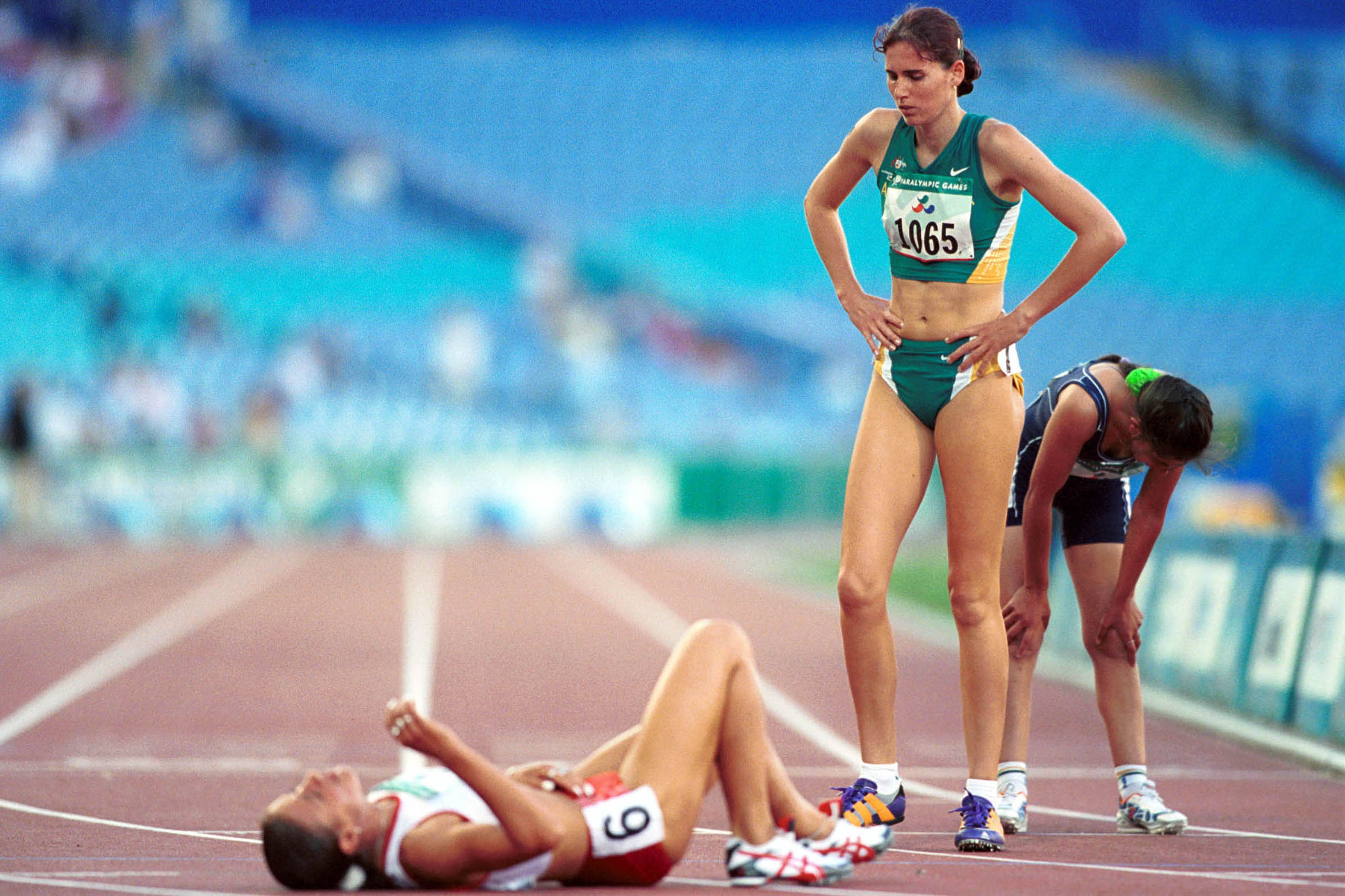
Parafriidrottare med intellektuell funktionsnedsättning, efter ett lopp under sommarparalympiska spelen 2000.

Parafriidrott är friidrott utövad av människor med en funktionsnedsättning, och en variant av parasport. Mängden tävlingsgrenar inom parafriidrott är i stort sett desamma som de för personer utan funktionsnedsättning – med två stora undantag. Dessa är rullstolslopp och klubbkastning, vilka båda två är speciella för parafriidrott. Sporten har ett antal större internationella tävlingar, inklusive VM och tävlingar inom paralympiska sommarspelen.

## Kategorier av tävlande
De tävlande delas ofta in i tre större huvudkategorier – hörselskadade utövare, utövare med fysisk funktionsnedsättning och utövare med intellektuell funktionsnedsättning. Hörselskadade parafriidrottare tävlar i regel mot varandra, medan parafriidrottare av de två andra kategorierna indelas ytterligare enligt en funktionshinderklassning som grupperare idrottare med liknande färdighetsnivå. 
Denna klassificering, styrd av den Internationella paralympiska kommittén (IPK), utformas utifrån en enkel bokstav och ett nummer. Bokstäverna motsvarar förkortningar av de engelskspråkiga Track (T, för löpgrenar) och Field (F, för teknikgrenar). Själva tävlingarna arrangeras mellan utövare av en och samma klass, om antalet idrottare är tillräckligt; annars kan man låta ett antal liknande klasser delta i samma tävling. Med hjälp av det kompletterande Raza-poängsystemet kan man låta deltagare i teknikgrenar tävla mot varandra trots olika funktionsnedsättning.

## Organisering
Parafriidrotten samordnas utanför friidrottens vanliga horganisation World Athletics (fram till 2019 under namnet IAAF). Istället hanteras detta via ansvariga för de tre lika utövarkategorierna. Sålunda sköts ärenden för hörselskadade parafriidrottare av den internationella kommittén för dövidrott (CISS), fysiska funktionshindrade parafriidrottare av en underkommitté hos IPK, och intellektuellt funktionshindrade parafriidrottare genom den internationella sportfederationen för personer med intellektuell funktionsnedsättning (INAS). Det finns även villkorsbaserade organisationer, såsom den internationella dvärgidrottsfederationen och det internationella friidrottsförbundet för personer med Downs syndrom.
Reglerna inom sporten är inspirerade av dem hos World Athletics, och de flesta av reglerna inom parafriidrotten är desamma som för icke-funktionshindrade tävlande. Undantag mot detta gäller tävlingar som tar hänsyn till de tävlandes förmågor eller brist på förmågor; ett exempel på detta är lopp för hörselskadade, där man har en visuell startsignal istället för ett startskott.

## Historik och tävlingar
Friidrottstävlingarna för paralympiska idrottare har funnits sedan 1960 års paralympiska sommarspel. Hörselhindrade friidrottare och idrottare med en intellektuell funktionsnedsättning tävlar dock i motsvarande men separat tävlingar, benämnda Deaflympics respektive Special Olympics World Games.
De tre större VM-arrangemangen inom parafriidrott är världmästerskapen i parafriidrott (för fysiska rörelsehindrade), världsmästerskapen i friidrott för hörselhindrade och världsmästerskapen för parafriidrottare med intellektuell funktionsnedsättning (INAS). Andra större tävlingar inom parafriidrotten arrangeras inom ramen för IWAS World Games och INAS Global Games.

## Namn
Namnet på sporten är teleskopord av orden paralympics och friidrott. Den förstnämnda termen är i sig ett paraplyord av paraplegisk och olympisk, även om begreppet numera beskriver friidrott för alla typer av funktionshinder. Vissa parafriidrottare (i första hand personer med hörsel- eller synskador eller erfarenhet av amputationer) tävlar också i öppna tävlingar, bland icke-funktionshindrade friidrottare. Tävlingar med en blandning av friidrottare med eller utan funktionshinder brukar dock inte klassas som parafriidrott.

### Fotnoter
1. ↑  The History of Parasport. Inside the Games. Retrieved 2024-05-26.
2. ↑  "Athletics". CISS. Läst 26 maj 2024. (engelska)
3. ↑  "Athletics". Paralympic.org. Läst 26 maj 2024. (engelska).
4. ↑  "Athletics" Arkiverad 15 december 2019 hämtat från the Wayback Machine.. INAS. Läst 26 maj 2024. (engelska)
5. ↑  Etchells, Daniel (2018-11-19). "IWAS welcomes new International Dwarf Sports Federation events to World Games". Inside the Games. Läst 26 maj 2024. (engelska)
6. ↑  "Mission". IAADS. Läst 26 maj 2024. (engelska).
7. ↑  "Deaf Friendly Athletics Resource" Arkiverad 14 december 2019 hämtat från the Wayback Machine.. England Athletics. Arkiverad 2019-12-14. Läst 26 maj 2024. (engelska)
8. ↑  "Para- Athletics – History" Arkiverad 31 maj 2012 hämtat från the Wayback Machine. Arkiverad 2012-05-31, Athletics Canada
9. ↑  "About the Sport" Arkiverad 25 juni 2012 hämtat från the Wayback Machine. Arkiverad 2012-06-25, IPC Athletics
10. ↑  "INAS Global Games" Arkiverad 15 december 2019 hämtat från the Wayback Machine.. INAS. Läst 26 maj 2024. (engelska)